# Havran (Malá Fatra)
Havran je hora v okrajové části Lúčanské Malé Fatry (subprovincie pohoří Malá Fatra) s nadmořskou výškou 636 metrů. Je to vápencový vrchol, který se nachází nad Strečnem nad levým břehem řeky Váh v okrese Žilina v Žilinském kraji na Slovensku. Havran je přístupný pěšky po značené trase ze Strečna přes vyhlídku Na Baště a rozhlednu Špicák. Z Havrana pak vede značená trasa do Sedla pod Kojšovou, Kojšovský budzogáň a na další místa Lúčanské Malé Fatry. Hrad Strečno se nachází nedaleko na protilehlém vrcholu. Místo nabízí výhled na údolí řeky Váh a okolní hory.